# Осипов, Илья Тимофеевич
Илья Тимофеевич Осипов (1922—1944) — участник Великой Отечественной войны, Герой Советского Союза.

## Биография
Родился в посёлке Сарыково Алтайской губернии (ныне Красногорский район Алтайского края) в семье переселенцев. Татарин.
После окончания восьми классов работал лесорубом в Лебяженском совхозе.
С 1941 года в Красной армии, красноармеец. С сентября 1942 года участвовал в боевых действиях в качестве понтонёра 134-го отдельного моторизированного понтонно-мостового батальона (6-я понтонно-мостовая бригада, 40-я армия, Воронежский фронт).
При форсировании Днепра 25—29 сентября 1943 года в районе сёл Балыко-Щучинка и Козинцы Киевской области вместе с другими бойцами под вражеским огнём построил пристань и восстановил паромную переправу, обеспечив своевременную переброску на западный берег Днепра тяжёлой техники.
Пропал без вести в январе 1944 года.
Указом Президиума Верховного Совета СССР «О присвоении звания Героя Советского Союза генералам, офицерскому, сержантскому и рядовому составу Красной Армии» от 10 января 1944 года за «образцовое выполнение боевых заданий командования на фронте борьбы с немецко-фашистскими захватчиками и проявленные при этом отвагу и геройство» удостоен посмертно звания Героя Советского Союза. Награждён орденами Ленина и Красной Звезды, медалями.

## Память
- Его включено в энциклопедию Алтайского края и в книгу Героев Советского Союза из ГААО (Республики Алтай) «Люди эпохи 20-го века».
- Биография о Герое представлена в сборнике «Боевая слава Алтая» (3-е изд., 1978 год) и в сборнике «Золотые звёзды Алтая» — I.
- Его имя увековечено на Мемориале Славы в городе Барнауле.